# Franz Vogl
Franz Arnold Vogl (20. července 1821 Vroutek – 30. prosince 1891 Praha) byl český hudební skladatel a pedagog. Působil jako profesor na pražské konzervatoři, skládal písně a sbory.

## Životopis

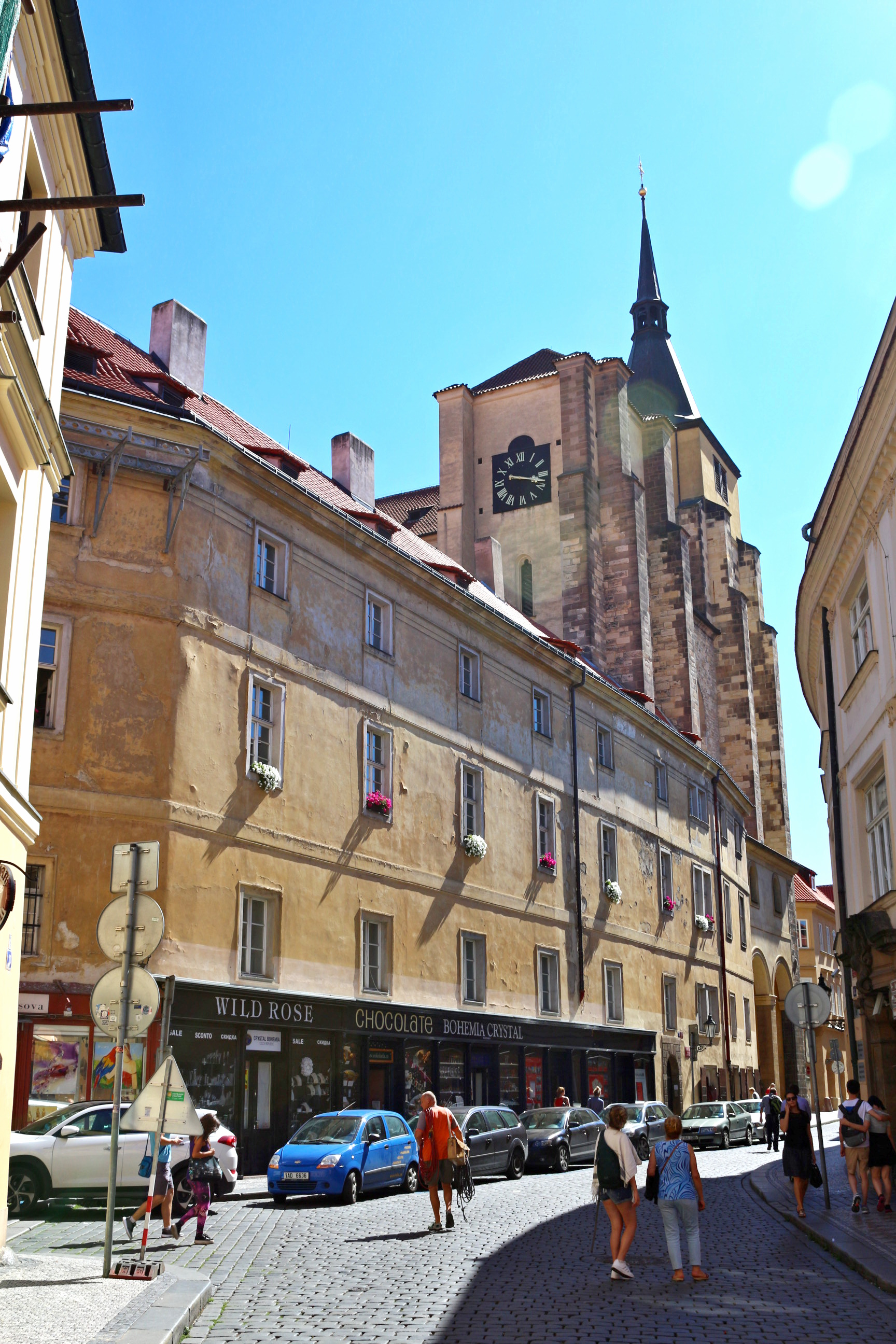
Konvent dominikánského kláštera na Starém Městě pražském, kde sídlila konzervatoř za Voglova působení

Voglův otec Johann byl měšťan ve Vroutku a provozoval soukenické řemeslo, matka Marie byla dcera vrouteckého ranhojiče Kirschnera. Vogl se v literatuře někdy uvádí jako Franz Arnold Vogel. V citovaném matričním zápisu je skutečně uvedený jako Vogel, jméno jeho otce i děda je zde ale zapsáno jako Vogl. Křestní jméno Arnold pak zápis vůbec neuvádí.
V letech 1834–1840 studoval na pražské konzervatoři. První čtyři roky u Josefa Schnepfa, po jeho smrti u Giovanni Gordigianniho. Po ukončení školy zpíval barytonové nebo basové role v operách inscenovaných konzervatoří, mj. dona Alfonsa v Mozartově opeře Così fan tutte.
Posléze se dále zdokonaloval ve Vídni, ale ještě ve 40. letech se vrátil do Prahy a začal se na konzervatoři, kde dříve sám studoval, věnovat pedagogické činnosti. Od roku 1845 zde vyučoval sborový zpěv, od roku 1855 i sólový zpěv a v letech 1864–1883 působil jako profesor sólového zpěvu. Mezi jeho významnější žáky patřili sopranistka jugoslávského původu a wagnerovského repertoáru Matylda Mallingerová a pozdější kapelník Národního divadla August Vyskočil. V letech 1851–1855 byl ředitelem hudebního spolku Žofínská akademie.
Vogl se oženil s Češkou Boženou Chudobovou (1836–1929), dcerou majitele statku Vokovice. Z manželství se narodily dvě dcery, Isabella (* 1856) a Božena (* 1860). S ohledem na dvojjazyčnost rodiny byl zvolen kompromis: Isabella chodila do německých škol, Božena do českých. Vogl zemřel na záchvat mrtvice předposlední den roku 1891. Pohřben byl na Olšanských hřbitovech.

## Dílo
Kromě pedagogické činnosti Vogl také skládal písně a skladby pro mužské sbory. Jeho dílo je však již dnes antikvováno a zapomenuto. Voglovy skladby jsou líbivé, nesené v tzv. liedertaflovém stylu, v němž se spojuje hudební estetika raného romantismu a biedermeieru. Ovlivněný vlasteneckým prostředím manželky, skládal hudbu na slova českých vlastenců, např. Františka Matouše Klácela (Šestý červenec, 1846), Jana Erazima Vocela (Černá země), Jiljí Vratislava Jahna (Naše řeky, naše hory), Františka Ladislava Riegera (Kovářská) či Václava Jaromíra Picka. Tento výčet naznačuje okruh osob, s nimiž se Vogl stýkal. Z dalších sborových písní lze jmenovat Dům otcovský, Půda vlastenecká, Moře hučí, moře dme se, Na Vltavu, Cikáni (1851), Povzbuzení k tanci. Voglovy skladby byly po jistou dobu kmenovou součástí repertoáru českých pěveckých spolků.